# Jeżewo
Jeżewo è un comune rurale polacco del distretto di Świecie, nel voivodato della Cuiavia-Pomerania. Ricopre una superficie di 155,93 km² e nel 2004 contava 7 734 abitanti.